# Claudia Marx
Claudia Marx (née le 16 septembre 1978 à Berlin) est une athlète allemande, spécialiste du 400 mètres et du 400 mètres haies. 

## Biographie

### Palmarès
| Date | Compétition                         | Lieu      | Résultat | Épreuve     | Performance   |
| ---- | ----------------------------------- | --------- | -------- | ----------- | ------------- |
| 1997 | Championnats d'Europe juniors       | Ljubljana | 3e       | 4 × 400 m   | 3 min 34 s 94 |
| 1999 | Championnats d'Europe espoirs       | Göteborg  | 2e       | 4 × 400 m   | 3 min 29 s 37 |
| 2001 | Championnats du monde en salle      | Lisbonne  | 3e       | 4 × 400 m   | 3 min 31 s 00 |
| 2001 | Championnats du monde               | Edmonton  | 2e       | 4 × 400 m   | 3 min 21 s 97 |
| 2002 | Championnats d'Europe en salle      | Vienne    | 2e       | 400 m       | 52 s 15       |
| 2002 | Championnats d'Europe               | Munich    | 1re      | 4 × 400 m   | 3 min 25 s 10 |
| 2002 | Coupe du monde des nations          | Madrid    | 6e       | 400 m       | 52 s 30       |
| 2002 | Coupe du monde des nations          | Madrid    | 6e       | 4 × 400 m   | 3 min 31 s 09 |
| 2003 | Championnats du monde               | Paris     | 4e       | 4 × 400 m   | 3 min 26 s 25 |
| 2004 | Coupe d'Europe des nations en salle | Leipzig   | 2e       | 400 m       | 52 s 01       |
| 2005 | Championnats du monde               | Helsinki  | 6e       | 4 × 400 m   | 3 min 28 s 39 |
| 2006 | Championnats d'Europe               | Göteborg  | 4e       | 400 m haies | 54 s 99       |
| 2006 | Championnats d'Europe               | Göteborg  | 5e       | 4 × 400 m   | 3 min 28 s 18 |

### Records
| Épreuve          | Épreuve          | Performance | Lieu         | Date            |
| ---------------- | ---------------- | ----------- | ------------ | --------------- |
| 400 mètres       | En plein air     | 51 s 41     | Stuttgart    | 30 juin 2001    |
| 400 mètres       | En salle         | 51 s 80     | Sindelfingen | 17 février 2002 |
| 400 mètres haies | 400 mètres haies | 54 s 80     | Göteborg     | 8 août 2006     |